# Catela
Catela, pseudonimo di Juan José Camacho Pérez (Cadice, 14 aprile 1995), è un giocatore di calcio a 5 spagnolo.

## Carriera

### Club
Laterale mancino, Catela ha debuttato in Primera División nella stagione 2013-14 con il S10 Saragozza. Gioca in seguito con Santiago, Palma e soprattutto Valdepeñas, con cui raggiunge la definitiva consacrazione. Nel gennaio del 2022 la Dinamo Samara si avvale della clausola rescissoria del calcettista, che dunque conclude la sua militanza nel Valdepeñas. Lo scioglimento della squadra russa, conseguenza dell'invasione russa dell'Ucraina del 2022, vanifica tuttavia il trasferimento di Catela. Il 15 marzo si accorda con il Barcellona ma, essendo già stato tesserato da due società nel corso della stagione 2021-22, deve attendere la stagione seguente per debuttare con i catalani.

### Nazionale
Catela ha debuttato nella Nazionale di calcio a 5 della Spagna nel corso del doppio incontro amichevole giocato contro la Francia nell'ottobre del 2016. Nonostante l'esordio, dovrà attendere cinque anni per ricevere una nuova convocazione. Il 28 dicembre 2021 viene incluso nella lista dei convocati per il Campionato europeo 2022.

## Palmarès
- Campionato spagnolo: 1
Barcellona: 2022-23
- Coppa del Re: 1
Barcellona: 2022-23
- Supercoppa di Spagna: 1
Barcellona: 2022
- Coppa di Spagna: 1
Barcellona: 2023-24